# Инсинген
Инсинген (њем. Insingen) општина је у њемачкој савезној држави Баварска. Једно је од 58 општинских средишта округа Ансбах. Према процјени из 2010. у општини је живјело 1.123 становника. Посједује регионалну шифру (AGS) 9571169.

## Географски и демографски подаци
Инсинген се налази у савезној држави Баварска у округу Ансбах. Општина се налази на надморској висини од 399 метара. Површина општине износи 21,3 km². У самом мјесту је, према процјени из 2010. године, живјело 1.123 становника. Просјечна густина становништва износи 53 становника/km².